# Borrego Springs
Borrego Springs es un lugar designado por el censo ubicado en el condado de San Diego en el estado estadounidense de California. En el año 2000 tenía una población de 2,535 habitantes y una densidad poblacional de 23 personas por km². 

## Geografía
Borrego Springs se encuentra ubicado en las coordenadas 33°16′47″N 117°11′37″O / 33.27972, -117.19361. Según la Oficina del Censo, la ciudad tiene un área total de 110,1 km² (42,5 mi²), de la cual 110,1 km² (42,5 mi²) es tierra y 0 km² (0 mi²) (0.0%) es agua.

## Demografía
Según la Oficina del Censo en 2000 los ingresos medios por hogar en la localidad eran de $37,045, y los ingresos medios por familia eran $40,262. Los hombres tenían unos ingresos medios de $27,604 frente a los $26,023 para las mujeres. La renta per cápita para la localidad era de $22,761. Alrededor del 11,2% de la población estaban por debajo del umbral de pobreza.